# Інститут енциклопедичних досліджень НАН України
Державна установа «Інститут енциклопедичних досліджень НАН України» — науково-дослідний інститут Відділення історії, філософії та права НАН України. Є суб'єктом видавничої справи (внесено до Державного реєстру видавців, виготовлювачів і розповсюджувачів видавничої продукції).
Інститут було створено постановою Президії Національної академії наук України від 14 квітня 2004 р. № 121 в результаті реорганізації Координаційного бюро Енциклопедії Сучасної України НАН України шляхом його злиття з Українським міжнародним комітетом з питань науки і культури при НАН України. Інститут є державною неприбутковою науковою установою з правами юридичної особи, що фінансується з Державного бюджету України.
Директор-організатор — акад. Я. Яцків (2004–2008). Від 2008 Інститутом керує М. Железняк (на посаді директора від 2017 року).

## Призначення
Основним призначенням Інституту енциклопедичних досліджень НАН України є підготовка томів та онлайн-версії Енциклопедії сучасної України — основного енциклопедичного проєкту НАН України, сучасної національної української багатотомної енциклопедії, яку пишуть провідні науковці країни, найкращі фахівці у своїх галузях.
До завдань Інституту належить здійснення фундаментальних і прикладних досліджень в галузі енциклопедистики (енциклопедичної справи) з метою одержання нових наукових знань, сприяння науково-технічному прогресові, соціально-економічному та духовному розвитку суспільства, утвердження української державності. Це робить установу координаційним центром з енциклопедичної справи в Україні.

## Діяльність інституту

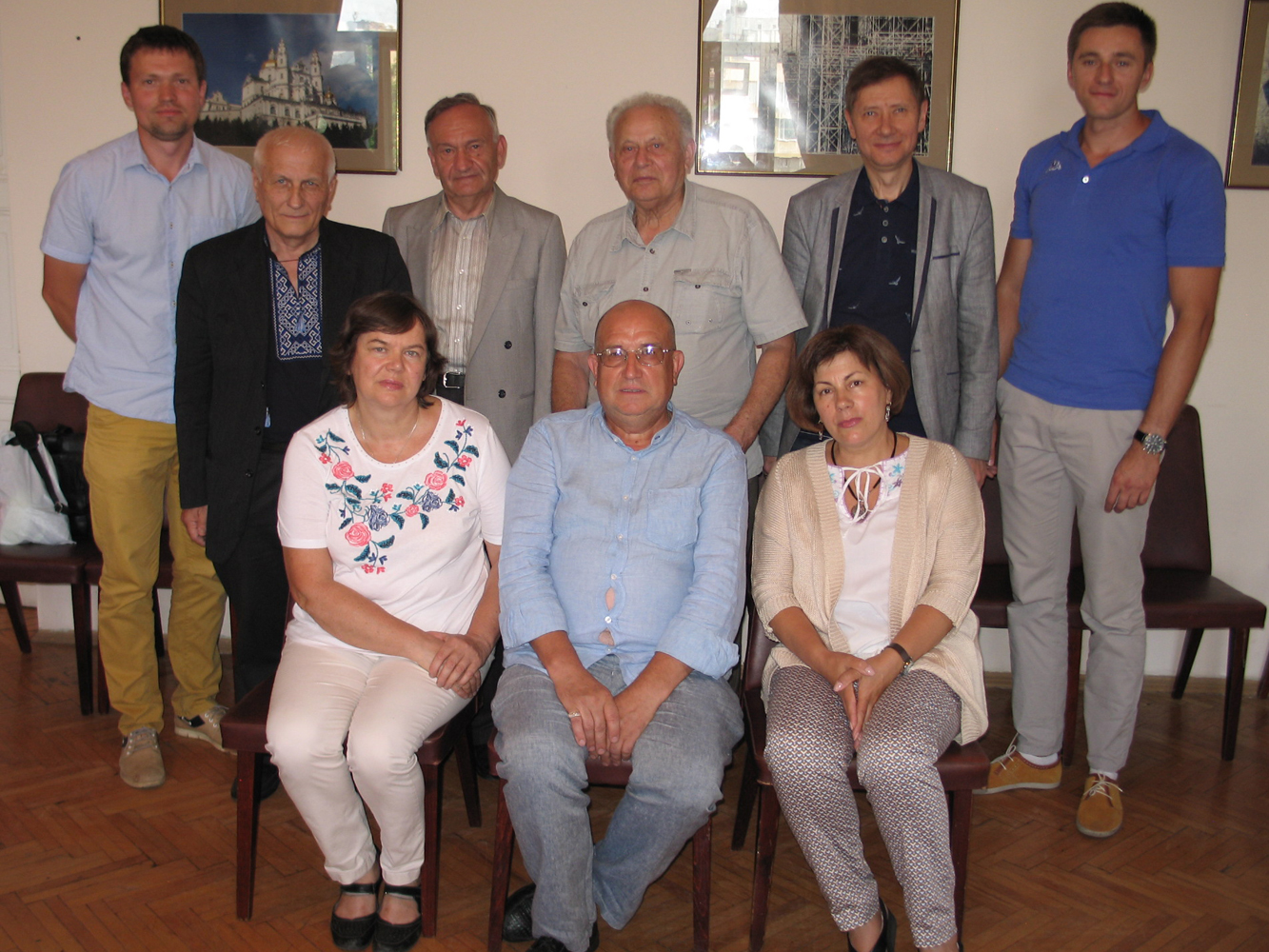
Учасники круглого столу в Інституті, 26 червня 2018.
Стоять: другий зліва В. Білецький, далі Р. Пляцко, П. Вольвач, сидять Т. Добко, М. Железняк, Н. Головченко

Серед основних практичних досягнень установи — створення найбільшого за кількістю томів енциклопедичного видання «Енциклопедія сучасної України» (ЕСУ), Енциклопедії «Наукове товариство ім. Шевченка» (у співпраці з НТШ), деяких інтернет-проєктів, зокрема «Корпус енциклопедичних видань України», «Знакові постаті українського походження у світовій цивілізації», «Атлас національних онлайн-енциклопедій світу». Ще один важливий напрям діяльності — лексикографія: Інститут започаткував серію видань «Із словникової спадщини», яка покликана повернути до життя українські термінологічні словники, створені на початку 20 століття.
Крім цього, спільно з Національною бібліотекою України імені В. Вернадського 2004 року видано довідник «Наукові бібліотеки України» Базу даних ЕСУ використано для підготовки низки довідкових видань («Жінки-вчені Києва». К., 2003, «Імена України в космосі». Київ—Львів, 2003 тощо). Методичні розробки та рекомендації Інституту щодо створення енциклопедичних видань активно застосовують інші редколегії енциклопедичних та біографічних видань, зокрема, їх використовано у підготовці тритомної праці «Тернопільського Енциклопедичного Словника» (Тернопіль, 2004). Ілюстративну базу ЕСУ  використано для укладання книги "Anthologie. De La Littérature ukrainienne du XIe au XXe Siécle " (Paris—Kyiv, 2004).

## Періодичні видання
Інститут видає науковий щорічник «Енциклопедичний вісник України» (ISSN: 2706-9990, e-ISSN: 2707-000X), що індексується міжнародними реферативними базами (ERIH PLUS, DOAJ, Index Copernicus).

## Структура
Інститут складається з двох наукових відділів:
- Відділ науково-дослідної роботи, науково-інформаційного й науково-технічного забезпечення Енциклопедії Сучасної України
- Відділ теорії та методології створення енциклопедичних видань

## Вчена рада
- Железняк Микола Григорович — голова вченої ради, кандидат філологічних наук (директор інституту)
- Іщенко Олександр Сергійович — секретар вченої ради, кандидат філологічних наук (заступник директора інституту з наукової роботи)
- Яцків Ярослав Степанович — член вченої ради, академік НАН України
- Кульчицький Станіслав Владиславович — член вченої ради, доктор історичних наук, професор (Інститут історії України НАН України)
- Бортник Сергій Юрійович — член вченої ради, доктор географічних наук, професор (Київський національний університет імені Тараса Шевченка)
- Матяш Ірина Борисівна — член вченої ради, доктор історичних наук, професор (Інститут історії України НАН України)
- Добко Тетяна Василівна — член вченої ради, доктор наук із соціальних комунікацій (Національна бібліотека України імені Володимира Вернадського)